# Eric W. Gritsch

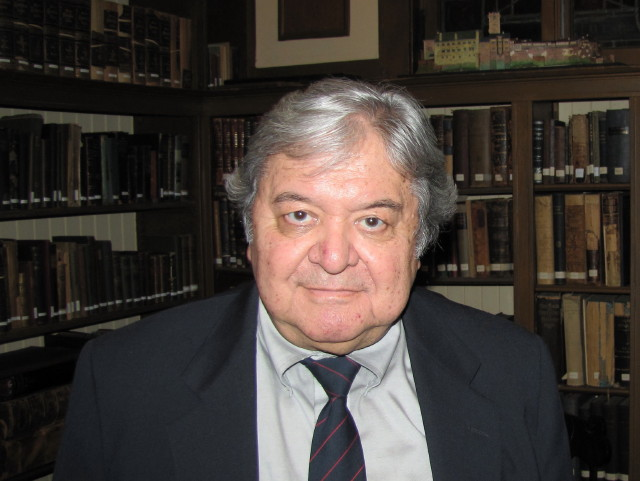
Eric W. Gritsch, 2009

Eric W. Gritsch (ursprünglich Erich Walter Gritsch, * 19. April 1931 in Neuhaus am Klausenbach; † 29. Dezember 2012 in Baltimore) war ein aus Österreich stammender amerikanischer Kirchengeschichtler und Lutherforscher.

## Leben
Gritsch wuchs in Bernstein im Burgenland in einer evangelischen Pfarrfamilie auf und studierte in Wien Evangelische Theologie. 1954 kam er mit einem Fulbright-Stipendium an die Yale University und promovierte hier bei Roland H. Bainton mit einer Dissertation über Thomas Müntzer.
Er lehrte zunächst am Wellesley College und war von 1961 bis zu seiner Emeritierung 1994 Professor für Kirchengeschichte am Lutherischen Theologischen Seminar in Gettysburg. Er engagierte sich im christlich-jüdischen Dialog, war Mitglied im Beirat des Ökumenischen Instituts des Lutherischen Weltbunds in Straßburg, in der US-amerikanischen lutherisch-katholischen Dialog-Kommission (1971–1992) sowie in der Lajos-Ordass-Stiftung.
Gritsch gehört zu den Übersetzern der Werke Luthers ins Englische. Für die amerikanische Ausgabe Luther's Works bearbeitete er, unter Mitarbeit seiner ersten Frau Ruth (1931–2009), die Bände 39 und 41.
Im Ruhestand lebte Gritsch in Baltimore. Er war Mitglied der lutherischen Zionskirche und Direktor des Zion Forum für deutsche Kultur.

## Schriften (Auswahl)
- Reformer Without a Church. The Life and Thought of Thomas Müntzer (1488?-1525). Fortress Press, Philadelphia 1967.
- (mit Robert W. Jenson) Lutheranism. The Theological Movement and Its Confessional Writings. Fortress Press, Philadelphia 1976.
- Born Againism. Perspectives on a Movement. Fortress Press, Philadelphia 1982.
- Martin - God’s Court Jester. Luther in Retrospect. Fortress Press, Philadelphia 1983.
- Thomas Müntzer. A Tragedy of Errors. Fortress Press, Minneapolis 1989.
- Fortress Introduction to Lutheranism. Fortress Press, Minneapolis 1994.

Ungarische Übersetzung: Lutheranizmus. Magyarországi Luther Szövetség, Budapest 2000
- A History of Lutheranism. Fortress Press, Minneapolis 2002.
- A Handbook for Christian Life in the 21st Century. American Lutheran Publicity Bureau, Delhi, NY 2005.
- The Wit of Martin Luther. Facet Book. Fortress Press, Minneapolis 2006.
- The Boy from the Burgenland. From Hitler Youth to Seminary Professor. Infinity Publishing Company, West Conshohocken, PA 2006.